# Krystian Zimerman

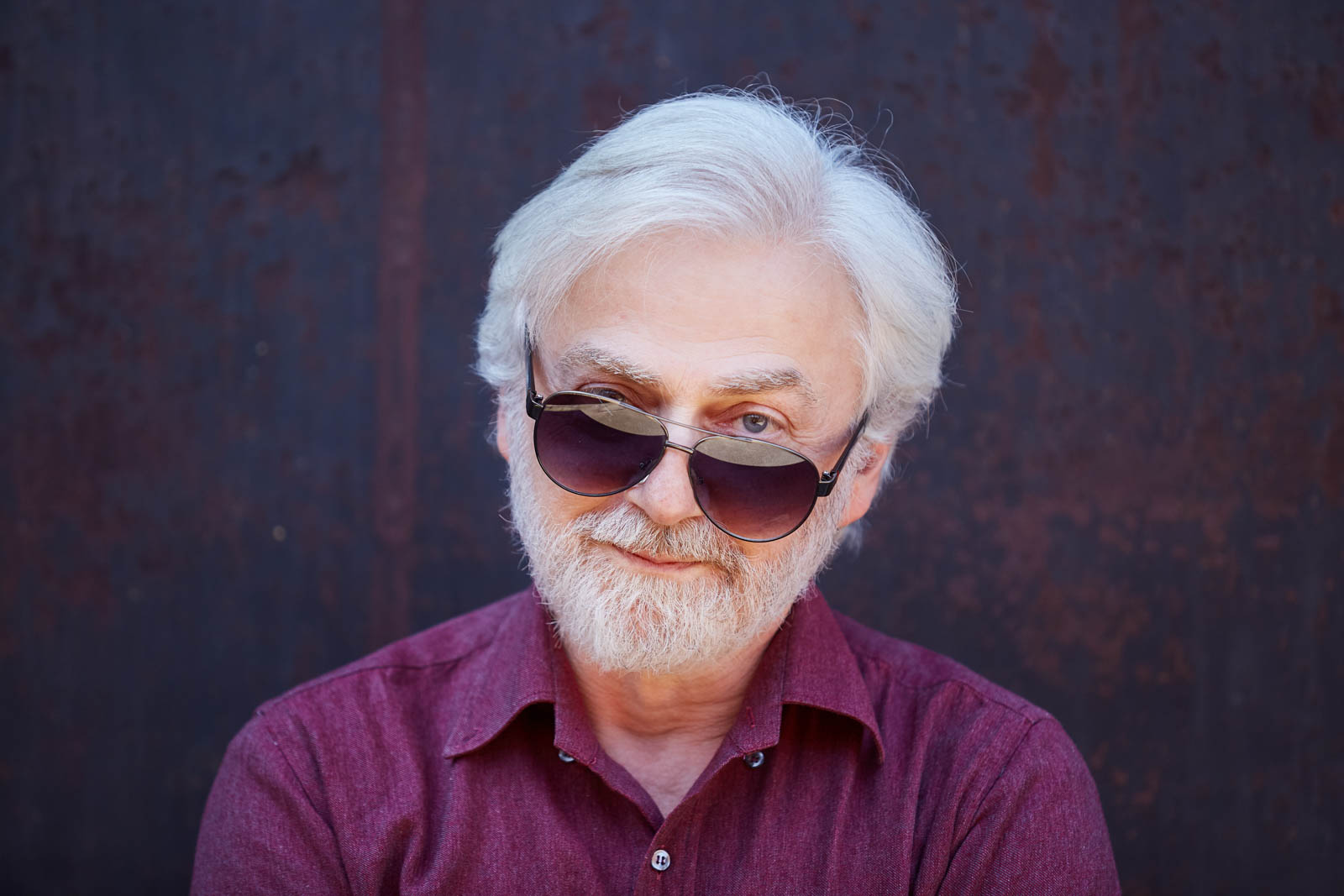
Krystian Zimerman 2018

Krystian Zimerman (* 5. Dezember 1956 in Zabrze, Polen) ist ein polnisch-schweizerischer Pianist.

## Leben
Krystian Zimerman studierte an der Musikakademie Katowice und gewann 1975 den Warschauer Chopin-Wettbewerb. Außerdem wurde er mit dem Sonderpreis der Chopin-Gesellschaft ausgezeichnet.
Er arbeitete seitdem mit den Dirigenten Herbert von Karajan, Leonard Bernstein, Seiji Ozawa und Sir Simon Rattle zusammen und schloss Bekanntschaft mit dem Pianisten Arthur Rubinstein. Den größten Einfluss auf ihn aber hatten nach eigenem Bekunden die Dirigenten Kirill Kondraschin und Carlo Zecchi sowie der polnische Theaterregisseur Tadeusz Kantor, der ihm Mittel der Kommunikation mit einem vielsprachigen Ensemble aufzeigte, welche Zimerman bei seiner Zusammenarbeit mit Orchestern nützlich waren.
Zimerman zog frühe Plattenveröffentlichungen zurück, weil sie den eigenen hohen Standards nicht mehr genügten. Die Folge war, dass seine wenigen erhältlichen Einspielungen oft zu den Referenzen auf dem Markt zählen, so z. B. seine Interpretationen von Debussys Préludes, der Klavierkonzerte, des Totentanzes und der h-Moll-Sonate von Liszt sowie die Konzerte Nr. 1 und Nr. 2 von Rachmaninow.
Zimerman gibt nicht mehr als 50 Konzerte pro Jahr, was nach seinen eigenen Angaben nicht kostendeckend ist. Er reist immer mit seinem eigenen Instrument und führt auf Tourneen mehrere Klaviaturen mit.
Zimerman tritt in unregelmäßigen Abständen auch als Dirigent in Erscheinung. Nach dem Tode Leonard Bernsteins, mit dem er eine Gesamtaufnahme der Klavierkonzerte Beethovens in Angriff genommen hatte, vollendete er die Einspielungen der noch fehlenden ersten beiden Konzerte und übernahm dabei auch die Aufgaben des Dirigenten.
Dieses „Experiment“ wiederholte er im Jahre 1999: durch die Gründung des Polish Festival Orchestra zu Chopins 150. Todestag. Zusammen mit den jungen, ausschließlich polnischen Musikern ging Zimerman auf Tournee – nur mit den beiden Konzerten in e-Moll op. 11 und f-Moll op. 21, die er anschließend auf CD einspielte.
Seit 1981 lebt Krystian Zimerman in Röschenz im Kanton Basel-Landschaft, wo er auch die Schweizer Heimatberechtigung erhalten hat. Er leitet seit 1996 eine Meisterklasse an der Musikhochschule Basel.
Im April 2009 sorgte er für einen Eklat während eines Konzerts in den Vereinigten Staaten, als er von der Bühne in Bezug auf den geplanten amerikanischen Raketenschild in Polen forderte: „Get your hands off my country“ (Hände weg von meinem Land). Schon 2006 nutzte er Konzerte in den USA, um allgemein gegen die Politik des damals amtierenden Präsidenten George W. Bush zu opponieren beziehungsweise sich vehement gegen das Gefangenenlager der Guantanamo Bay Naval Base auszusprechen.
Am 4. Juni 2013 unterbrach er ein Konzert in der Philharmonie Essen, weil es ein Zuhörer filmte. Nachdem er die Bühne wieder betreten hatte, erklärte Zimerman seinen Ärger über illegale Videos. In einem Interview, das BR-Klassik am 5. April 2025 veröffentlichte, widersprach Zimerman der Darstellung der Berichterstattung und betonte, dieses Ereignis habe so niemals stattgefunden.
2015 stiftete Zimerman erstmals den Krystian Zimerman Prize für die beste Aufführung einer Chopin-Sonate im Rahmen des Internationalen Chopin-Wettbewerbs. Im Oktober 2015 wurde ihm die Ehrendoktorwürde der Fryderyk-Chopin-Universität für Musik in Warschau verliehen.
Im Jahr 2022 wurde Zimerman der als „Nobelpreis der Künste“ bekannte japanische Praemium Imperiale in der Kategorie Musik zuerkannt.

## Aufnahmen (Auswahl)
- Claude Debussy: Préludes (Deutsche Grammophon 1994, Aufnahme im September 1991 im Festsaal der Stadthalle Kassel)
- Franz Schubert: Klaviersonaten A-Dur D 959 und B-Dur D 960 (Deutsche Grammophon 2017, Aufnahme im Januar 2016 im Performing Arts Centre der japanischen Stadt Kashiwazaki)

## Auszeichnungen (Auswahl)
- 1994: Gramophone Award in der Kategorie Record of the Year für Claude Debussy: Préludes[13]
- 1994: Choc de l’Année der französischen Zeitschrift Le Monde de la musique für Claude Debussy: Préludes[13]
- 1994: Ritmo Award der spanischen Zeitschrift für klassische Musik Ritmo für Claude Debussy: Préludes[13]
- 1995: Echo Klassik in der Kategorie Kammermusik-Einspielung des Jahres für Claude Debussy: Préludes
- 1995: Edison in der Kategorie Klassik für Claude Debussy: Préludes[13]
- 1995: Cannes Classical Award für Claude Debussy: Préludes[13]
- 1995: Grand Prix de la Nouvelle Académie für Claude Debussy: Préludes[13]
- 1995: Diapason d’or de l’année für Claude Debussy: Préludes[13]
- 1995: Grand Prix du Discophile Répertoire für Claude Debussy: Préludes[13]
- 2022: Praemium Imperiale in der Kategorie Musik